# La Princesse Yennega

La Princesse Yennega est un court métrage d'animation belgo-burkinabè réalisé par Claude Le Gallou et Blaise Patrix en 1986. Il s'agit d'une adaptation d'un conte de Bila Kaboré, lui-même relatant une partie de la légende de Yennega, princesse légendaire de Dagomba et fondatrice du royaume Mossi, qui aurait vécu entre le XIe et le XVe siècles. Le film utilise la technique du papier découpé.

## Synopsis
Le récit est narré par une voix off masculine qui accompagne les scènes successives et prononce toutes les répliques. Les décors sont peints en couleur tandis que les personnages sont dessinés en noir et blanc à l'encre.
Le Roi-soleil a conquis toutes les tribus de la région, sauf celle des Nions-Nionsés, surnommés « les enfants des tempêtes ». Il envoie successivement le ouidi naba, chef de sa cavalerie, puis le tamsoba naba, le chef de son infanterie, pour gagner la guerre, mais chacun d'eux revient vaincu et humilié au bout de douze fois trente jours. Honteux de ces défaites, le roi ne sait plus que faire. Sa fille, Yennega, vient alors le trouver et lui demande un cheval mâle pour partir en guerre contre les Nions-Nionsés. Mais le roi lui répond, en père moins qu'en roi, qu'une fille est faite pour être bien faite, pour faire la cuisine et pour élever les enfants, et non pas pour être mal faite, monter à cheval et faire des conquêtes. Yennega s'en va alors trouver la reine sa mère, qui lui fait la même réponse. 
Sans se décourager, Yennega va trouver toute seule le palefrenier du roi et lui demande un cheval. Le palefrenier lui présente successivement trois chevaux. Le premier, Fleur d'hivernage, est trop frêle et inadapté à la guerre. Le deuxième, Géant d'hivernage, fait la taille d'un éléphant. Yennega choisit finalement le troisième, appelé Énigme d'hivernage. Le palefrenier lui explique qu'Énigme d'hivernage possède une clé pour ouvrir sa marche, une clé pour fermer sa marche et une clé pour détruire ou guérir. Ces trois clés sont des paroles. Yennega enfourche son cheval et le presse de partir, mais il ne bouge pas. Le palefrenier prononce alors la parole convenable afin que Yennega apprenne comment s'adresser au cheval et Énigme d'hivernage part au galop. 
Yennega se rend ainsi jusque dans un village lointain. Elle y découvre une population faite entièrement d'estropiés : ce sont les rescapés des armées du roi son père vaincues par les Nions-Nionsés. Yennega les fait se rassembler sur la place du village, puis ordonne à Énigme d'hivernage de les guérir. Le cheval fait trois fois le tour de la foule et tout le monde est guéri. Le village décide alors de suivre Yennega pour aller vaincre enfin les Nions-Nionsés.
Les deux armées se préparent à la bataille, mais les Nions-Nionsés sont terriblement supérieurs en nombre et c'est un carnage qui s'annonce. Yennega fait alors appel au pouvoir de destruction d'Énigme d'hivernage. Le cheval se met à galoper autour de l'armée ennemie, et, à la fin de son troisième tour, tous les guerriers nions-nionsés sont éclopés et hors de combat. Le chef ennemi se présente devant Yennega et reconnaît la défaite. Il accepte de renoncer à la guerre si Yennega guérit son peuple. Yennega demande alors à Énigme d'hivernage de faire preuve de miséricorde. Le cheval fait à nouveau trois fois le tour de l'armée ennemie et tous les guerriers sont guéris. 
C'est ainsi que la princesse Yennega soumet enfin les pires ennemis du roi son père. Elle rentre chez elle, victorieuse, et ses parents doivent ainsi admettre qu'« une femme n'est pas uniquement destinée à être bien faite et à faire la cuisine et à faire des enfants, mais qu'elle peut aussi être bien faite et faire des affaires et faire des conquêtes ».

## Fiche technique
- Titre original : La Princesse Yennega
- Réalisation : Claude Le Gallou, Blaise Patrix
- Scénario : narration d'après le texte de Bila Kaboré dans La Princesse Yennega et autres histoires
- Graphisme : Blaise Patrix
- Animation : Marie-Christine Campana
- Prise de vue : Marie-Christine Campana
- Musique originale : la Troupe de danse de Hado
- Voix du narrateur : Kouyaté Sotigui
- Montage : Claude Le Gallou
- Production : La Fabrique, A.C.S. Ateliers Cinématographiques Sirventès, Claude Le Gallou
- Diffusion : Cinémathèque Afrique (Institut Français)
- Pays : Belgique, Burkina Faso
- Langue : français
- Format : couleur
- Durée : 12 minutes
- Date de sortie : 1986

## Éditions en vidéo
La Princesse Yennega est d'abord édité en cassette vidéo U-matic et VHS. En France, en 2009, il est édité sur le DVD L'Afrique s'anime chez P.O.M. Films, regroupé avec six autres courts métrages d'animation africains.